# Follow the Leader (1930)
Follow the Leader is een Amerikaanse muziekfilm uit 1930 onder regie van Norman Taurog.

## Verhaal
Crickets is een voormalige acrobaat en komiek die als ober werkt in een restaurant. Mary Brennan, de dochter van de restauranthoudster, droomt van een toneelcarrière. Door toedoen van Crickets krijgt ze een kans als actrice.

## Rolverdeling
| Acteur            | Personage      |
| ----------------- | -------------- |
| Ed Wynn           | Crickets       |
| Ginger Rogers     | Mary Brennan   |
| Stanley Smith     | Jimmie Moore   |
| Lou Holtz         | Sam Platz      |
| Lida Kane         | Ma Brennan     |
| Ethel Merman      | Helen King     |
| Bobby Watson      | George White   |
| Donald Kirke      | R.C. Black     |
| William Halligan  | Bob Sterling   |
| Holly Hall        | Fritzie Devere |
| Preston Foster    | Two-Gun Terry  |
| James C. Morton   | Mickie         |
| Tammany Young     | Bull           |
| Jack La Rue       | Crimineel      |
| William Gargan    | Crimineel      |
| William Black     |                |
| Dick Scott        |                |
| Jules Epailly     | Gaston Duval   |
| Charles Henderson |                |